# 褐帘石
褐帘石是一种富含稀土元素的绿帘石族副矿物，其标准化学式为A1A2M1M2M3(SiO4)(Si2O7)(O, F)(OH)。稀土元素主要占据A2位置。褐帘石可以控制岩石中90%以上的轻稀土。